# Amastra cornea
Amastra cornea е изчезнал вид коремоного от семейство Amastridae.

## Разпространение
Този охлюв е бил ендемичен за Оаху.